# Föreningen Östergötlands barn
Föreningen Östergötlands barn är en förening i Östergötland bildad 6 april 1921 med Alice Trolle som initiativtagare. Föreningen verkar för att ge barn och ungdomar med långvarig sjukdom eller funktionsnedsättning stöd i form av bidrag. Föreningen hade under 1920-talet 28 lokalföreningar med 4000 medlemmar och samlade in medel till ett barnsjukhus som invigde 20 juni 1930 och då skänktes till Östergötlands läns landsting. 4 juli 1935 invigdes ett konvalescenthem, Blåklinthemmet, som finansierades av föreningen och sedan även till 1953 drevs av föreningen. Föreningen har även gett bidrag till ett barn och mödrahem i Norrköping (1934), skolor för hörselskadade, kurser för spastiska barn (1950-talet), ett hem för utvecklingshämmade flickor för utslussning i samhället (1964) och till ett Ronald McDonald Hus i Linköping. Stipendier har getts och ges för högre studier och musik och konstutbildning. 